# ميديا بلاير كلاسيك
مشغل الوسائط التقليدي (بالإنجليزية: Media Player Classic)‏ مشغل وسائط يعمل على نظام التشغيل مايكروسوفت ويندوز 32 بت و 64 بت، وهو يشبه نسخة قديمة من مشغل الوسائط الخاص بويندوز. يعمل مشغل الوسائط التقليدي على الاستفادة من مرشحات دايركت شو. النسخة الأخيرة منه كانت في عام 2006م حيث توقف المطور الأساسي للبرنامج عن تطويره.

## نسخ أخرى

### مشغل الوسائط التقليدي عالي التعريف
ميديا بلاير كلاسيك هاي ديفينيشن، وقد ظهرت هذه النسخة تكملة لمسيرة البرنامج، بأن أضيفت له مزايا وإضافات عديدة من مطورين آخرين ليوافق متغيرات الوسائط من حيث التشغيل وأنواع الملفات المستخدمة، وهو الآن في مرحلة تطوير مستمرة نشطة.

## وصلات خارجية
- ميديا بلاير كلاسيك على موقع Open Hub (الإنجليزية)
- ميديا بلاير كلاسيك على موقع Framasoft (الفرنسية)
- ميديا بلاير كلاسيك على موقع SourceForge (الإنجليزية)